# Bird Dropping
Bird Dropping er en dansk kortfilm fra 2015 instrueret af Cilie Kragegaard.

## Handling
En ældre ensom mand endelig får noget at tage sig til, da hans liv bliver invaderet af en lortefugl.

## Medvirkende
- Henrik Larsen